# QX Gaygalan 2006
QX Gaygalan 2006 var den åttonde QX Gaygalan och den hölls på Cirkus i Stockholm den 30 januari 2006. Galan leddes av Sisella Kyle för femte gången i rad. Det delades ut priser i nitton kategorier, arton av dessa hade röstats fram av tidningen QX läsare. Det nittonde, QX hederspris, beslutas av tidningen och det gick till Göran Bratt, grundare av Venhälsan.

## Vinnare och nominerade
Vinnare markeras med fetstil, nominerade anges när uppgift finns:
| Årets homo/bi                                                                                                   | Årets hetero |
| --- | --- |
| - Roger Nordin - Eva Dahlgren - Alexander Bard - Tiina Rosenberg - Andreas Lundstedt Prisutdelare: Peter Jöback | - Carin Götblad - K.G. Hammar - Zanyar Adami Prisutdelare: Lena Nyman |
| Årets Hederspris                                                                                                | |
| Göran Bratt, läkare på, och grundare av, Venhälsan, för sitt engagemang i kampen mot hiv och aids.              | |
| Årets kämpe | Årets gayklubb |
| - Tiina Rosenberg - Elisabet Qvarford - Ulrika Westerlund                                                       | - Club Conneticon - Lino club - Rio |
| Årets artist | Årets svenska låt |
| - Bodies without organs - Darin - Eva Dahlgren                                                                  | - Håll om mig – Nanne Grönvall - Alla flickor – Linda Bengtzing - Live Tomorrow – Laleh |
| Årets utländska låt                                                                                             | Årets gaykrog/café |
| - Hung up – Madonna - My Number One – Helena Paparizou - You're Beautiful – James Blunt | - Torget - Roxy - Göken |
| Årets film | Årets show/musikal |
| - Masjävlar - Mysterious Skin - Crash                                                                           | - Mamma Mia! - Saturday Night Fever - Grease |
| Årets bok | Årets drag |
| - No tears for queers – Johan Hilton - Trekant – Mian Lodalen - Queer Kids – Annika Hamrud | - Hey Baberiba - Wad-girls - Diamond dogs |
| Årets Vi älskar dig | Årets Jag-tror-inte-mina-ögon |
| - Mark Levengood - Christine Meltzer - Birgitta Ohlsson                                                         | - "Carolas blomattack på Allsång på Skansen." Carola Häggkvist rev upp en blomma med rötterna från scenen under Allsång på Skansen och kastade ut den jordig i publiken så den hamnade i en åskådares knä. - "Arja kommer sist" Arja Saijonmaa kom sist i sin delfinal i Melodifestivalen 2005. - "Bodström transar". Thomas Bodström uppträder med Christer Lindarw på Socialdemokraternas kongress |
| Årets TV-personlighet                                                                                           | Årets TV-program |
| - Christine Meltzer - Bree van der Kamp - Kishti Tomita                                                         | - Desperate Housewives - Lost - Hey Baberiba |
| Göteborgspriset                                                                                                 | Öresundspriset |
| - Cattis på Castro, profil i Göteborgs gaykretsar - Gretas, gayklubb - Straight2hell, gayklubb                  | - Wonk, gayklubb - Oscar, bar och café i Köpenhamn - Sara Lund |